# Diego Schissi

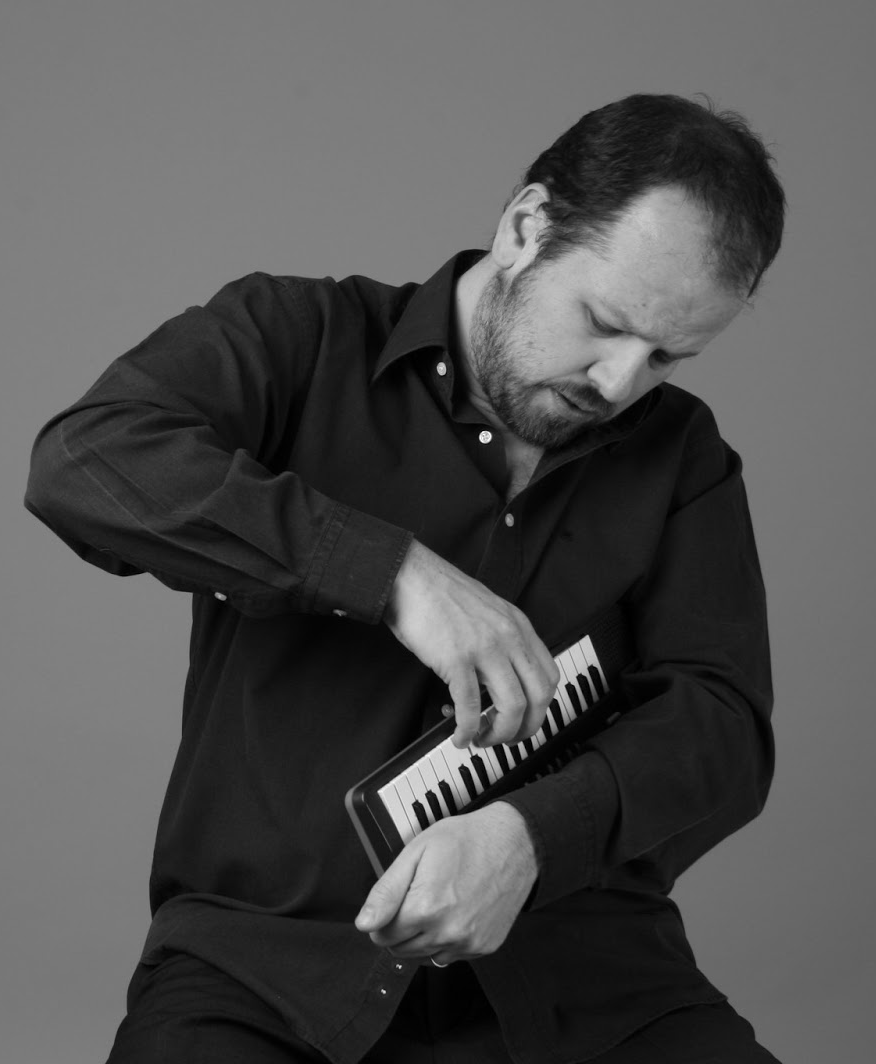
Diego Schissi

Diego Schissi es un compositor, arreglador y pianista argentino. Nació en Buenos Aires el 5 de febrero de 1969. Desde 2009, dirige su propio quinteto de tango contemporáneo (Diego Schissi Quinteto - DSQ), con el que hizo numerosas presentaciones internacionales. Abrevó en diversos géneros, notablemente el jazz, en grupos como Quinteto Urbano.
Es hijo del actor y dramaturgo Oscar Viale.

## Diego Schissi Quinteto
El grupo nació en 2009 y se ha posicionado como una de las propuestas más sólidas y originales dentro de la escena del tango actual. Interpreta obras compuestas por Schissi, ligadas a la tradición del género, pero con un estilo propio influenciado por el jazz y la música contemporánea. Está integrado por Diego Schissi en piano y composición, Guillermo Rubino en violín, Santiago Segret en bandoneón, Ismael Grossman en guitarra y Juan Pablo Navarro en contrabajo. Lleva editado 5 discos: Tongos, Tipas y tipos (Premio Gardel Tango Alternativo), Hermanos junto al Aca Seca Trío, Timba (Premio Gardel Orquesta de Tango Instrumental) y Te.
En 2015 realizaron su primera gira por Europa. Durante su trayectoria, realizaron shows por todo el país  y se presentaron internacionalmente en Francia, España, Brasil, Colombia y Uruguay.
En septiembre de 2015 recibieron el Premio Konex Diploma al Mérito, distinción que lo reconoce como uno de los cinco conjuntos de tango más relevantes de la década. Nuevamente reciben el mismo premio en 2025, reconociéndolos como uno de los más importantes conjuntos de tango por dos décadas consecutivas.

## Discografìa

### Álbumes de estudio

#### En solitario
2008: Tren.

#### Con Diego Schissi Quinteto
2011: Tongos: Tangos improbables.
2016: Timba.
2018: Tanguera: La música de Mariano Mores.
2021: Te.

#### Otros
2013: Vuelos, junto a Horacio Fumero y Mariano Loiácono

### Álbumes en vivo
2012: Tipas y tipos, En vivo en Café Vinilo.
2014: Hermanos, con Aca Seca Trío. Grabado en vivo en Cafe Vinilo el 30 de octubre de 2013.
2011: Tongos: En vivo.

## Premios y nominaciones

### Premios Grammy Latinos

#### Nominado
2017: Mejor obra/composición clásica contemporánea, por Nene.

### Premios Gardel

#### Ganador
2017: Orquesta de Tango Instrumental por Timba.
2013: Mejor álbum de Tango Alternativo por Tipas y tipos.

### Premios Konex

#### Ganador
2025: Conjunto de tango / Música popular - Diploma al Mérito.
2015: Conjunto de tango / Música popular - Diploma al Mérito por Tongos.